# Bernhard I. von Scheyern
Bernhard I. von Scheyern († 2. März 1104 in Scheyern) war Graf von Scheyern, Stifter des Klosters Fischbachau und Vogt von Freising, Tegernsee und Weihenstephan.

## Leben

### Herkunft
Bernhard I. von Scheyern war ein Sohn von Otto I. von Scheyern und Haziga von Diessen und Bruder von Ekkehard I. von Scheyern, Otto II. von Scheyern, und Arnold I. von Scheyern.
Einige Quellen geben ihn als Sohn aus erster Ehe von Otto I. von Scheyern mit einer Schwester des Grafen Meginhard von Reichersbeuern aus.

### Weitere Namen
Je nach Quelle wird er auch Pernhart, Pernhard, Bernhardus, Berenhard oder Perenhardi genannt.

### Wirken
Er wurde Benediktiner im von seiner Mutter, seinen Brüdern und ihm gestifteten Kloster Fischbachau. Um 1075 bis ca. 1090 war er Vogt von Freising.
Anschließend war er kurzzeitig Prior des Klosters Tegernsee und ab 1095 bis zu seinem Tod Vogt von Weihenstephan.
Ab 1096 war er Graf von Scheyern. Nach dem Tod seiner Mutter 1104 stimmte er für die Verlegung des Klosters Fischbachau nach Petersberg und trat als Mitstifter auf.

## Familie
- Einige Quellen nennen ihn als unverheiratet und kinderlos.[5]
- Andere berichten, dass er mit Luitgarde von Württemberg, Schwester eines Konrad von Württemberg, verheiratet war.[6][7]

## Trivia
Es gibt Quellen, die davon berichten, dass er genauso wie seine Brüder ab 1101 zu einer Pilgerreise nach Palästina teilnahm, was aber aufgrund seines Lebenslaufs ausgeschlossen werden kann.